# Joseph Christian Hohenlohe-Bartenstein

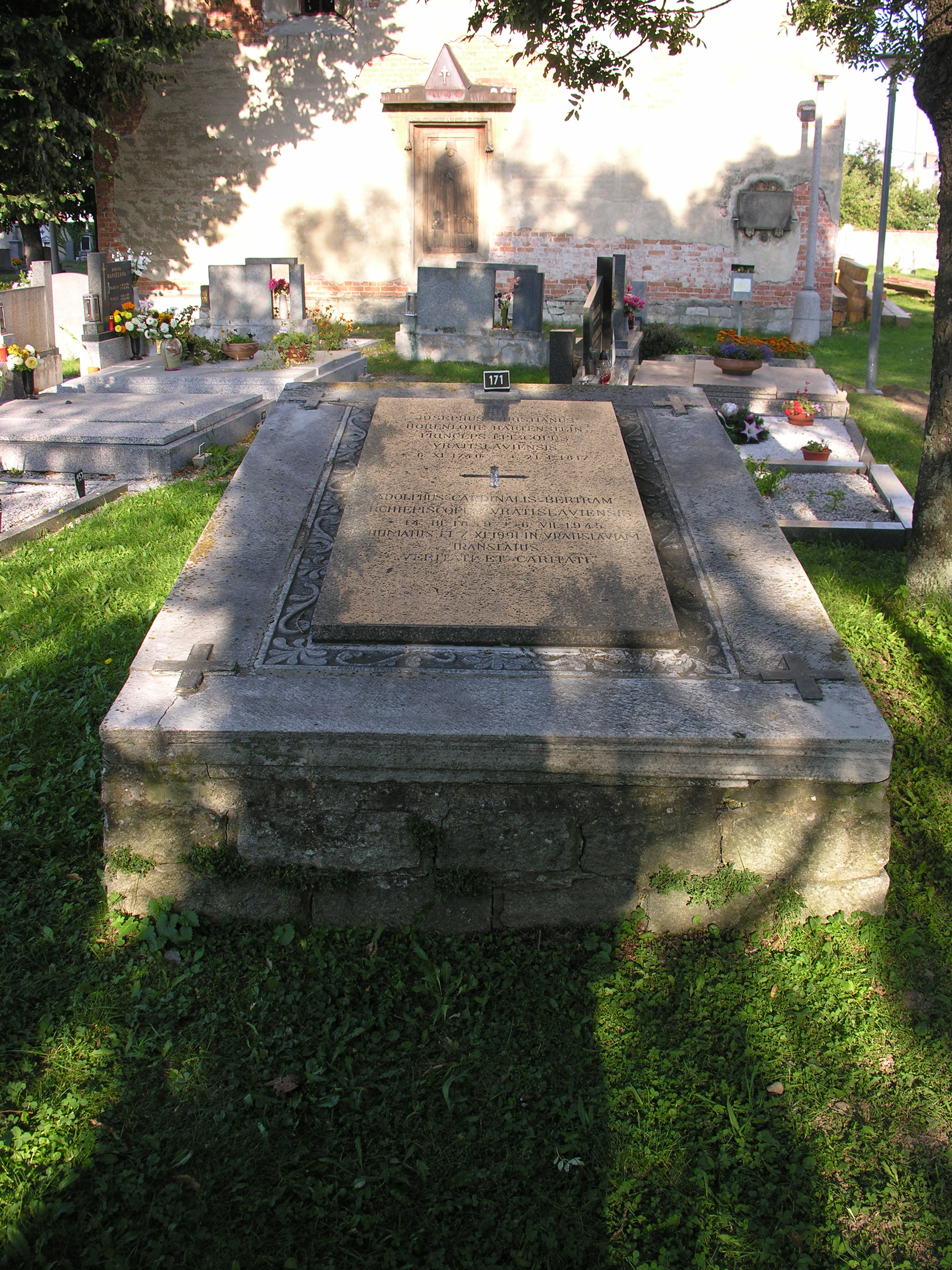
Grób biskupa Hohenlohe na cmentarzu w Javorníku

Joseph Christian Franz Ignaz Karl Prinz zu Hohenlohe-Waldenburg-Bartenstein (ur. 6 listopada 1740 w Bartenstein (Schrozberg) koło Wittenbergi, zm. 21 stycznia 1817 w Javorníku) – książę, niemiecki duchowny katolicki, biskup ordynariusz wrocławski w latach 1795–1817.

## Życiorys
Już w wieku 8 lat przyjął tonsurę. W 1749 roku został kanonikiem w Kolonii. W 1771 był kanonikiem w Strasburgu, Salzburgu i prepozytem w Kolonii. Następnie, w 1776 należał do loży masońskiej w Bonn. W roku 1781 został kanonikiem wrocławskim, a 7 lat później prepozytem. Starał się o biskupstwo kolońskie. Król pruski ściągnął go jednak na Śląsk i pod naciskiem władz świeckich kapituła wybrała go 3 sierpnia 1789 roku na koadiutora. Zgodnie z życzeniem władz rządy miał objąć dopiero po śmierci biskupa Philippa Gottharda von Schaffgotscha. Po objęciu rządów w diecezji odniósł pewne sukcesy w sprawach organizacyjnych i ekonomicznych. Był słabo zainteresowany sprawami religijno-kościelnymi i nadal działał w masonerii. Po sekularyzacji dóbr kościelnych w 1810 na znak protestu zamieszkał w austriackiej części diecezji. Zgodnie ze swoją wolą został pochowany na cmentarzu w Javorníku. Jego grób zachował się. W latach 1945–1991 spoczywał w nim także kardynał Adolf Bertram.

## Odznaczenia
- Order Feniksa (Hohenlohe)[1]
- Order Orła Czarnego (Prusy)[1]
- Order Orła Czerwonego (Prusy)[1]
- Krzyż Wielki Orderu Karola III (Hiszpania)[1]

## Rodzina
Syn Karola Filipa księcia Hohenlohe-Waldenburg-Bartenstein i Zofii Fryderyki hrabianki Hesko-Homburskiej. Brat Ludwika Leopolda, Klemensa Armanda i Krystiana Ernesta.